# Список людей, які загинули під час сходження на Гашербрум ІІ

## Загальна характеристика гори

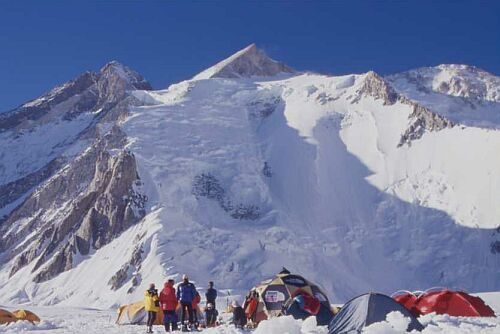
Три піки Гашербрума

Гашербрум II (також К4) — гора на кордоні Китаю і Пакистану у гірському масиві Гашербрум, що входить до складу хребта Каракорум; тринадцята за висотою вершина світу (8 035 м). Гора розташована у верхів'ї льодовика Балторо, поруч з вершиною Хідден-пік.

## Список загиблих
| Дата                | Прізвище              | Національність | Причини смерті                 | Посилання   |
| ------------------- | --------------------- | -------------- | ------------------------------ | ----------- |
| 22 липня 2011       | Leila Esfandyari      | Іран           | Падіння                        | [ 2 ]       |
| 21 липня 2009       | Luis María Barbero    | Іспанія        | Згинув                         | [ 3 ] [ 4 ] |
| 18 липня 2007       | Ernst-Robert Zauner   | Німеччина      | Лавина                         | [ 4 ]       |
| 18 липня 2007       | Arne Heckele          | Німеччина      | Лавина                         | [ 4 ]       |
| 3 липня 2007        | Ulrike Gschwandtner   | Австрія        | Можливо, серцева недостатність |             |
| 20 липня 2001       | Jean-François Bassine | Бельгія        | Падіння                        | [ 3 ] [ 4 ] |
| 28 липня 2000       | Felix Iñurrategui     | Іспанія        | Падіння                        | [ 4 ] [ 5 ] |
| 13 липня 1989       | Antton Ibarguren      | Іспанія        | Падіння                        | [ 3 ] [ 4 ] |
| 9 липня 1988        | Gary Silver           | США            | Захворювання                   | [ 3 ] [ 4 ] |
| 6 липня 1988        | Michel Basson         | Франція        | Набряк легенів                 | [ 3 ] [ 4 ] |
| 25 червня 1988      | Henri Albet           | Франція        | Падіння на монолижі            | [ 3 ] [ 4 ] |
| 29 червня 1987      | Jean-Pierre Hefti     | Швейцарія      | Падіння                        | [ 3 ] [ 4 ] |
| 12 липня 1986       | Carlos Rabago         | Іспанія        | Захворювання                   | [ 3 ] [ 4 ] |
| 11 липня 1985       | Pierre Bouygues       | Франція        | Захворювання                   | [ 3 ] [ 4 ] |
| 24 June 1985        | Toru Nakano           | Японія         | Падіння                        | [ 3 ] [ 4 ] |
| середина липня 1982 | Norbert Wolf          | Австрія        | Замерз                         | [ 3 ] [ 4 ] |
| середина липня 1982 | Gerhard Gruner        | Німеччина      | Згинув                         | [ 3 ] [ 4 ] |
| 2 липня 1982        | Glenn Brindeiro       | США            | Лавина                         | [ 3 ] [ 4 ] |
| 1 червня 1976       | Osamu Matsuura        | Японія         | Виснаження                     | [ 3 ] [ 4 ] |
| 27 травня 1976      | Yoshinori Hiramatsu   | Японія         | Падіння                        | [ 3 ] [ 4 ] |
| 27 травня 1976      | Taketoshi Miyamoto    | Японія         | Падіння                        | [ 3 ] [ 4 ] |
| кінець червня 1975  | Bernard Villaret      | Франція        | Переохолодження, виснаження    | [ 3 ] [ 4 ] |

## Виноски
1. ↑   Кравчук П. А. Рекорды природы. — Любешов: Эрудит, 1993. — 216 с. ISBN 5-7707-2044-1
2. ↑  Everest K2 News ExplorersWeb – Leila Esfandyari in fatal Падіння on GII. Explorersweb.com. 22 липня 2011. Процитовано 25 жовтня 2013.
3. 1 2 3 4 5 6 7 8 9 10 11 12 13 14 15 16 17  Gasherbrum II. alpinismonline.com
4. 1 2 3 4 5 6 7 8 9 10 11 12 13 14 15 16 17 18 19 20  Fatalities – Gasherbrum II. Процитовано 17 липня 2013.
5. ↑  Jean-Christophe Lafaille: Annapurna 2002. k2news.com